# Nobelova nagrada za fiziko
Nobelova nagrada za fiziko (švedsko Nobelpriset i fysik) je ena od Nobelovih nagrad, ki jih od leta 1901 podeljuje švedski Nobelov sklad za pomembne dosežke v fiziki. Je ena od petih nagrad, ki jih je švedski izumitelj Alfred Nobel predvidel v svoji oporoki. Nagrajence izbira petčlanska komisija, ki jo volijo člani Kraljeve švedske akademije znanosti.
Velja za najprestižnejšo nagrado za dosežke na področju fizike na svetu.

## Seznam dobitnikov
Podrobnejše obrazložitve so na spletni strani Nobelovega sklada.

### Od 2020
2024 John Hopfield  ZDA

Geoffrey Hinton  Združeno kraljestvo  Kanada
»Za temeljna odkritja in izume, ki omogočajo strojno učenje z umetnimi nevronskimi mrežami.«
2023 Pierre Agostini  Francija
Ferenc Krausz  Madžarska  Avstrija
Anne L'Huillier  Francija
»Za eksperimentalne metode, ki generirajo atosekundne pulze svetlobe za preučevanje dinamike elektronov v snoveh.«
2022 Alain Aspect  Francija
John F. Clauser  ZDA
Anton Zeilinger  Avstrija
»Za poskuse s prepletenimi fotoni, ugotovitev kršitve Bellovih neenakosti in pionirsko delo na področju kvantne informatike.«
2021 Sjukuro Manabe  Japonska  ZDA
Klaus Hasselmann  Nemčija
»Za fizikalno modeliranje Zemljinega podnebja, kvantifikacijo variabilnosti in zanesljivo napoved globalnega segrevanja.«
Giorgio Parisi  Italija
»Za odkritje medsebojnega vpliva neurejenosti in fluktuacij v fizikalnih sistemih od atomske do planetarne ravni.«
2020 Roger Penrose  Združeno kraljestvo
»Za odkritje, da je nastanek črnih lukenj robusten prediktor splošne teorije relativnosti.«
Reinhard Genzel  Nemčija
Andrea M. Ghez  ZDA
»Za odkritje supermasivnega kompaktega objekta v središču naše galaksije«.

### 2010–2019
2019 James Peebles  Kanada  ZDA
»Za teoretična odkritja na področju fizikalne kozmologije«.
Michel Mayor  Švica
Didier Queloz  Švica
»Za odkritje eksoplaneta, ki kroži okoli Soncu podobne zvezde«
2018 Arthur Ashkin  ZDA
»Za optično pinceto in njeno uporabo v bioloških sistemih«.
Gérard Mourou  Francija  ZDA
Donna Strickland  Kanada
»Za njuno metodo generiranja visokointenzitetnih in ultrakratkih optičnih pulzov«.
2017 Rainer Weiss  ZDA
Barry Clark Barish  ZDA
Kip Stephen Thorne  ZDA
»Za ključne prispevke k detektorju LIGO in opazovanju gravitacijskega valovanja«.
2016 David J. Thouless  Združeno kraljestvo  ZDA

F. Duncan M. Haldane  Združeno kraljestvo  ZDA

J. Michael Kosterlitz  Združeno kraljestvo  ZDA
»Za teoretična odkritja topoloških prehodov med fazami in topoloških faz snovi«.
2015 Takaaki Kadžita  Japonska

Arthur Bruce McDonald  Kanada

»Za njuno delo na področju raziskovanja nevtrinov, s katerim sta dokazala, da imajo nevtrini maso«.
2014 Isamu Akasaki  Japonska

Hiroši Amano  Japonska

Šuji Nakamura  Japonska  ZDA

»Za izum učinkovitih modrih svetlečih diod, ki so omogočile svetle in energetsko varčne svetilke bele barve«
2013 François Englert  Belgija 

Peter Higgs  Združeno kraljestvo
»za teoretično odkritje mehanizma, ki prispeva k našemu razumevanju izvora mase podatomskih delcev in jo je pred kratkim potrdilo odkritje predvidenega osnovnega delca s poskusi ATLAS in CMS v Cernovem Velikem hadronskem trkalniku«
2012 Serge Haroche  Francija 

David Jeffrey Wineland  ZDA
 »za prelomne eksperimentalne metode, ki omogočajo merjenje in upravljanje posameznih kvantnih sistemov«
2011 Saul Perlmutter  ZDA 

Brian Paul Schmidt  Avstralija  ZDA 

Adam Guy Riess  ZDA
 »za odkritje pospešenega širjenja Vesolja z opazovanji oddaljenih supernov«
2010 Andre Geim (Андрей Константинович Гейм)  Nizozemska  Rusija

Konstantin Novoselov (Константин Сергеевич Новосёлов)  Združeno kraljestvo  Rusija
 »za prelomne poskuse z dvorazsežnim materialom grafenom«

### 2000–2009
2009 Charles Kuen Kao (高錕)  Združeno kraljestvo  Ljudska republika Kitajska
 »za prelomna odkritja na področju prenosa svetlobe v vlaknih v namen optične komunikacije«
Willard Sterling Boyle  Kanada  ZDA

George Elwood Smith  ZDA
 »za izum polprevodniškega vezja za zajem slike - senzorja CCD«
2008 Joičiro Nambu (南部 陽一郎)  Japonska  ZDA

Makoto Kobajaši (小林 誠)  Japonska

Tošihide Maskava (益川 敏英)  Japonska
 »za odkritje mehanizma spontanega zloma elektrošibke simetrije v podatomski fiziki, ki napoveduje vsaj tri družine kvarkov v naravi«
2007 Albert Fert  Francija

Peter Grünberg  Nemčija
 »za odkritje pojava GMR«
2006 John Cromwell Mather  ZDA

George Fitzgerald Smoot III.  ZDA
 »za odkritje značilnosti črnega telesa in anizotropije kozmičnega mikrovalovnega sevanja ozadja«
2005 Roy Jay Glauber  ZDA
 »za doprinos h kvantni teoriji optične koherence«
Theodor Wolfgang Hänsch  Nemčija :John Lewis Hall  ZDA
 »za doprinos k razvoju laserske spektrografije«
2004 David Jonathan Gross  ZDA

Hugh David Politzer  ZDA

Frank Anthony Wilczek  ZDA
»za odkritje asimptotične svobode v teoriji močne jedrske sile«
2003 Aleksej Aleksejevič Abrikosov (Алексей Алексеевич Абрикосов)  ZDA  Rusija
Vitalij Lazarevič Ginzburg (Виталий Лазаревич Гинзбург)  Rusija
Anthony James Leggett  Združeno kraljestvo  ZDA
»za pionirske doprinose k teoriji superprevodnosti in supertekočnosti«
2002 Raymond Davis mlajši  ZDA
Masatoši Košiba (小柴 昌俊)  Japonska
»za pionirske prispevke k astrofiziki, še posebej za odkritje kozmičnih nevtrinov«
Riccardo Giacconi  ZDA
»za pionirske prispevke k astrofiziki, ki so vodili k odkritju kozmičnih virov rentgenskih žarkov«
2001 Eric Allin Cornell  ZDA
Wolfgang Ketterle  Nemčija
Carl Edwin Wieman  ZDA
»za doseženo Bose-Einsteinovo kondenzacijo v razredčenih plinih alkalnih atomov, ter za zgodnje osnovne raziskave značilnosti kondenzatov«
2000 Žores Ivanovič Alfjorov (Жорес Иванович Алфёров)  Rusija
»za temeljno delo v informacijski in komunikacijski tehnologiji«
Herbert Kroemer  Nemčija
»za razvoj polprevodniških heterostruktur, uporabljenih v optoelektroniki in elektroniki visoke hitrosti«
Jack St. Clair Kilby  ZDA
»za delež pri izumu integriranega vezja«

### 1990–1999
1999 Gerardus 't Hooft  Nizozemska
Martinus Justinus Godefriedus Veltman  Nizozemska
»za pojasnitev kvantne zgradbe elektrošibke interakcije v fiziki«
1998 Robert Betts Laughlin  ZDA
Horst Ludwig Störmer  Nemčija
Daniel Chee Tsui  ZDA
»za odkritje nove oblike kvantne tekočine z delno nabitimi ekscitacijami«
1997 Steven Chu  ZDA
Claude Cohen-Tannoudji  Francija
William Daniel Phillips  ZDA
»za razvoj postopkov za hlajenje in lovljenje atomov z lasersko svetlobo«
1996 David Morris Lee  ZDA
Douglas Dean Osheroff  ZDA
Robert Coleman Richardson  ZDA
»za odkritje supertekočnosti helija-3«
1995  :»za pionirske eksperimentalne doprinose k fiziki leptonov«
Martin Lewis Perl  ZDA
»za odkritje leptona tau«
Frederick Reines  ZDA
»za zaznavo nevtrina«
1994  :»za pionirske prispevke k razvoju tehnik preučevanja zgoščene snovi s sipanjem nevtronov«
Bertram Neville Brockhouse  Kanada
»za razvoj nevtronske spektroskopije«
Clifford Glenwood Shull  ZDA
»za razvoj postopka nevtronske difrakcije«
1993 Russell Alan Hulse  ZDA
Joseph Hooton Taylor mlajši  ZDA
»za odkritje nove vrste pulzarja, odkritju, ki je odprlo nove možnosti preučevanja gravitacije«
1992 Georges Charpak  Francija
»za izum in razvoj merilnikov delcev, še posebej večžične proporcionalne komore«
1991 Pierre-Gilles de Gennes  Francija
»za odkritje, da se lahko postopki, razviti za preučevanje urejenih pojavov v preprostih sestavih, posplošijo na obsežnejše oblike snovi, še posebej na tekoče kristale in polimere«
1990 Jerome Isaac Friedman  ZDA
Henry Way Kendall  ZDA
Richard Edward Taylor  Kanada
»za pionirske raziskave globokega neprožnega sipanja elektronov na protonih in vezanih nevtronih, ki so bili bistvenega pomena za razvoj modela kvarkov v fiziki delcev«

### 1980–1989
1989 Norman Foster Ramsey  ZDA
»za izum postopka ločenih nihajočih polj in njegovo uporabo v vodikovem maserju in v drugih atomskih urah«
Hans Georg Dehmelt  ZDA
Wolfgang Paul  Zvezna republika Nemčija
»za razvoj postopka elektronske in ionske pasti«
1988 Leon Max Lederman  ZDA
Melvin Schwartz  ZDA
Jack Steinberger  ZDA
»za postopek nevtrinskih snopov ter za ponazoritev dubletne zgradbe leptonov z odkritjem mionskega nevtrina«
1987 Johannes Georg Bednorz  Zvezna republika Nemčija
Karl Alexander Müller  Švica
»za pomemben preboj pri odkritju visokotemperaturne superprevodnosti keramičnih snovi«
1986 Ernst Ruska  Zvezna republika Nemčija
»za temeljno delo v elektronski optiki in za zasnovo prvega elektronskega mikroskopa«
Gerd Binnig  Zvezna republika Nemčija
Heinrich Rohrer  Švica
»za zasnovo vrstičnega tunelskega mikroskopa«
1985 Klaus von Klitzing  Zvezna republika Nemčija
»za odkritje kvantnega Hallovega pojava«
1984 Carlo Rubbia  Italija
Simon van der Meer  Nizozemska
»za odločilni prispevek k velikemu projektu, ki je vodil k odkritju delcev polja bozonov W in Z, ki posredujeta šibko interakcijo«
1983 Subrahmanyan Chandrasekhar  ZDA
»za teoretična proučevanja fizikalnih procesov, pomembnih za zgradbo in nastanek zvezd«
William Alfred Fowler  ZDA
»za teoretična in eksperimentalna proučevanja jedrskih reakcij, pomembnih pri tvorbi kemičnih elementov v Vesolju«
1982 Kenneth Geddes Wilson  ZDA
»za teorijo kritičnih pojavov v povezavi s faznimi prehodi«
1981 Nicolaas Bloembergen  ZDA
Arthur Leonard Schawlow  ZDA
»za doprinos k razvoju laserske spektroskopije«
Kai Manne Börje Siegbahn  Švedska
»za doprinos k razvoju elektronske spektroskopije z visoko ločljivostjo«
1980 James Watson Cronin  ZDA
Val Logsdon Fitch  ZDA
»za odkritje prekršitve osnovnih načel simetrije CP pri razpadu nevtralnih K-mezonov«

### 1970–1979
1979 Sheldon Lee Glashow  ZDA
Abdus Salam  Pakistan
Steven Weinberg  ZDA
»za doprinose k teoriji poenotene šibke in elektromagnetne interakcije med osnovnimi delci in med drugim za napoved šibkega nevtralnega toka«
1978 Peter Leonidovič Kapica (Пётр Леонидович Капица)  Sovjetska zveza
»za osnovni izum in odkritja na področju fizike zelo nizkih temperatur«
Arno Allan Penzias  ZDA
Robert Woodrow Wilson  ZDA
»za odkritje kozmičnega mikrovalovnega prasevanja ozadja«
1977 Philip Warren Anderson  Združeno kraljestvo
Sir Nevill Francis Mott  ZDA
John Hasbrouck van Vleck  ZDA
»za temeljna teoretična raziskovanja elektronske zgradbe magnetnih in neurejenih sestavov«
1976 Burton Richter  ZDA
Samuel Chao Chung Ting (丁肇中, pinjin Dīng Zhàozhōng)  ZDA
»za pionirsko delo pri odkritju težkega osnovnega delca J/Ψ nove vrste«
1975 Aage Niels Bohr  Danska
Ben Roy Mottelson  Danska
Leo James Rainwater  ZDA
»za odkritje o povezavi med skupnim gibanjem in delčnim gibanjem v atomskem jedru ter za razvoj teorije o zgradbi atomskega jedra, ki temelji na teh povezavah«
1974  Sir Martin Ryle  Združeno kraljestvo
Antony Hewish  Združeno kraljestvo
»za pionirsko raziskavo v radijski astrofiziki: Ryle za opazovanja in izume in še posebej za postopek aperturne sinteze, in Hewish za odločilno vlogo pri odkritju pulzarjev«
1973 Leo Esaki (江崎 玲於奈)  Japonska
Ivar Giaever  ZDA
»za eksperimentalna odkritja povezana s tunelskim pojavom v polprevodnikih in superprevodnikih«
Brian David Josephson  Združeno kraljestvo
»za teoretične napovedi značilnosti supertoka skozi tunelsko oviro in še posebej za tiste pojave, ki so splošno znani kot Josephsonovi pojavi«
1972 John Bardeen  ZDA
Leon Neil Cooper  ZDA
John Robert Schrieffer  ZDA
»za skupaj razvito teorijo superprevodnosti, po navadi imenovano teorijo BCS«
1971 Dennis Gabor  Madžarska
»za izum in razvoj postopka holografije«
1970 Hannes Olof Gösta Alfvén  Švedska
»za temeljno delo in odkritja v magnetohidrodinamiki s plodnimi uporabami na različnih področjih fizike plazme«
Louis Eugène Félix Néel  Francija
»za temeljno delo in odkritja povezana z antiferomagnetizmom in feromagnetizmom, ki so vodila do pomembnih uporab v fiziki trdnin«

### 1960–1969
1969 Murray Gell-Mann  ZDA
»za doprinose in odkritja povezana z razvrstitvijo osnovnih delcev in njihovih interakcij«
1968 Luis Walter Alvarez  ZDA
»za odločilne doprinose k fiziki osnovnih delcev in še posebej za odkritje velikega števila resonančnih stanj, ki se je uresničilo prek razvoja postopka uporabe vodikove mehurčne celice in razčlenitve podatkov«
1967 Hans Albrecht Bethe  ZDA
»za doprinose k teoriji jedrskih reakcij in še posebej za odkritja povezana s sproščanjem energije v zvezdah«
1966 Alfred Kastler  Francija
»za odkritje in razvoj optičnih postopkov pri raziskovanju Hertzovih resonanc v atomih«
1965 Šiničiro Tomonaga (朝永 振一郎)  Japonska
Julian Seymour Schwinger  ZDA
Richard Phillips Feynman  ZDA
»za temeljno delo v kvantni elektrodinamiki skupaj z globokimi posledicami za fiziko osnovnih delcev«
1964 Charles Hard Townes  ZDA
Nikolaj Genadijevič Basov (Николай Геннадиевич Басов)  Sovjetska zveza
Aleksander Mihajlovič Prohorov (Александр Михайлович Прохоров) Sovjetska zveza
»za temeljno delo na področju kvantne elektronike, ki je pripeljalo do izdelave oscilatorjev in ojačevalnikov na osnovi načel maserja in laserja«
1963 Eugene Paul Wigner  ZDA
»za doprinose k teoriji atomskega jedra in osnovnih delcev, še posebej prek odkritja in uporabe osnovnih načel simetrije«
Maria Goeppert-Mayer  ZDA
Johannes Hans Daniel Jensen  Zvezna republika Nemčija
»za odkritja povezana z zgradbo jedrske lupine«
1962 Lev Davidovič Landau (Лев Давидович Ландау)  Sovjetska zveza
»za pionirske teorije zgoščene snovi in še posebej za teorijo kapljevinskega helija«
1961 Robert Hofstadter  ZDA
»za pionirske raziskave sipanja zelo hitrih elektronov na atomskih jedrih in dosežena odkritja, ki so povezana z zgradbo nukleonov«
Rudolf Ludwig Mössbauer  Zvezna republika Nemčija
»za raziskave resonančne absorpcije žarkov γ in odkritje Mössbauerjevega pojava«
1960 Donald Arthur Glaser  ZDA
»za izum mehurčne celice«

### 1950–1959
1959 Emilio Gino Segrè  ZDA

Owen Chamberlain  ZDA
»za odkritje antiprotona«
1958 Pavel Aleksejevič Čerenkov (Павел Алексеевич Черенков)  Sovjetska zveza
Ilja Mihajlovič Frank (Илья Михайлович Франк)  Sovjetska zveza
Igor Jevgenjevič Tamm (Игорь Евгеньевич Тамм)  Sovjetska zveza
»za odkritje in opis pojava Čerenkova«
1957 Chen Ning Franklin Yang (楊振寧, pinjin Yáng Zhènníng)  Ljudska republika Kitajska
Tsung-Dao Lee (李政道, pinjin Lǐ Zhèngdào)  Ljudska republika Kitajska
»za bistro raziskovanje tako imenovanih zakonov parnosti, ki je vodilo do pomembnih odkritij, ki se nanašajo na osnovne delce«
1956 William Bradford Shockley  ZDA
John Bardeen  ZDA
Walter Houser Brattain  ZDA
»za raziskave polprevodnikov in odkritje tranzistorskega pojava«
1955 Willis Eugene Lamb mlajši  ZDA
»za odkritja povezana s fino strukturo vodikovega spektra«
Polykarp Kusch  ZDA
»za točno določitev magnetnega momenta elektrona«
1954 Max Born  Zvezna republika Nemčija
»za temeljne raziskave v kvantni mehaniki in še posebej za statistično interpretacijo valovne funkcije«
Walther Wilhelm Georg Bothe  Zvezna republika Nemčija
»za razvoj koincidenčnega merilnega postopka in za odkritja povezana z njim«
1953 Frits Zernike  Nizozemska
»za prikaz postopka faznega odtenka in še posebej za izum faznega mikroskopa«
1952 Felix Bloch  ZDA
Edward Mills Purcell  ZDA
»za razvoj novih postopkov točnih meritev z jedrsko magnetno resonanco in za odkritja, povezana z njimi«
1951  Sir John Douglas Cockcroft  Združeno kraljestvo
Ernest Thomas Sinton Walton  Irska
»za pionirsko delo o pretvorbi atomskega jedra z umetno pospešenimi atomskimi delci«
1950 Cecil Frank Powell  Združeno kraljestvo
»za razvoj fotografskega postopka raziskovanja jedrskih procesov in odkritja, povezana z mezoni in odkrita na ta način«

### 1940–1949
1949 Hideki Jukava (湯川 秀樹)  Japonska
»za napoved obstoja mezonov na podlagi teoretičnega dela o jedrskih silah«
1948 Patrick Maynard Stuart Blackett  Združeno kraljestvo
»za razvoj metode z Wilsonovo meglično celico in raziskave na področjih jedrske fizike in kozmičnega sevanja«
1947  Sir Edward Victor Appleton  Združeno kraljestvo
»za raziskave fizike zgornjih plasti ozračja in še posebej za odkritje Appletonove plasti«
1946 Percy Williams Bridgman  ZDA
»za izum naprave za zelo visoke tlake in za odkritja na področju fizike visokih tlakov«
1945 Wolfgang Ernst Pauli  Avstrija
»za odkritje Paulijevega izključitvenega načela«
1944 Isidor Isaac Rabi  ZDA
»za resonančno metodo zapisovanja magnetnih značilnosti atomskih jeder«
1943 Otto Stern  ZDA
»za doprinos k razvoju postopkov molekularnih žarkov in za odkritje magnetnega momenta protona«
1942  - ni bila podeljena; 1/3 denarne nagrade so dodelili glavnemu skladu, 2/3 pa posebnemu skladu tega dela nagrade

1941  - ni bila podeljena; 1/3 denarne nagrade so dodelili glavnemu skladu, 2/3 pa posebnemu skladu tega dela nagrade

1940  - ni bila podeljena; 1/3 denarne nagrade so dodelili glavnemu skladu, 2/3 pa posebnemu skladu tega dela nagrade

### 1930–1939
1939 Ernest Orlando Lawrence  ZDA
»za izum in razvoj ciklotrona ter za z njim pridobljene rezultate, še posebej v zvezi z umetno radioaktivnimi elementi«
1938 Enrico Fermi  Italija
»za prikaze obstoja novih radioaktivnih elementov, pridobljenih z obsevanjem z nevtroni, ter za s tem povezano odkritje jedrskih reakcij s počasnimi nevtroni«
1937 Clinton Joseph Davisson  ZDA
George Paget Thomson  Združeno kraljestvo
»za eksperimentalno odkritje uklona elektronov na kristalu«
1936 Victor Franz Hess  Avstrija
»za odkritje kozmičnih žarkov«
Carl David Anderson  ZDA
»za odkritje pozitrona«
1935  Sir James Chadwick  Združeno kraljestvo
»za odkritje nevtrona«
1934  - ni bila podeljena; 1/3 denarne nagrade so dodelili glavnemu skladu, 2/3 pa posebnemu skladu tega dela nagrade

1933 Erwin Schrödinger  Avstrija
Paul Adrien Maurice Dirac  Združeno kraljestvo
»za odkritje novih plodnih oblik atomske teorije«
1932 Werner Karl Heisenberg  Weimarska republika
»za razvoj kvantne mehanike, katere uporaba je med drugim vodilo do odkritja alotropnih oblik vodika«
1931  - ni bila podeljena; denarno nagrado so dodelili posebnemu skladu tega dela nagrade

1930  Sir Čandrasekara Venkata Raman  Indija
»za delo o sipanju svetlobe in za odkritje Ramanovega pojava«

### 1920–1929
1929  Princ Louis-Victor Pierre Raymond de Broglie  Francija
»za odkritje valovne narave elektronov«
1928 Owen Willans Richardson  Združeno kraljestvo
»za delo o termoelektronskem sevanju in posebej za odkritje Richardsonovega zakona«
1927 Arthur Holly Compton  ZDA
»za odkritje Comptonovega pojava«
Charles Thomson Rees Wilson  Združeno kraljestvo
»za postopek prepoznave poti električno nabitih delcev z meglično celico«
1926 Jean Baptiste Perrin  Francija
»za delo o nezvezni zgradbi snovi in posebej za odkritje ravnovesja sesedanja«
1925 James Franck  Weimarska republika
Gustav Ludwig Hertz  Weimarska republika
»za odkritje zakonov neprožnega trka elektrona z atomom«
1924 Karl Manne Georg Siegbahn  Švedska
»za odkritja in raziskavo na področju rentgenske spektroskopije«
1923 Robert Andrews Millikan  ZDA
»za delo o osnovnem naboju elektrike in fotoelektričnem pojavu«
1922 Niels Henrik David Bohr  Danska
»za delo v raziskovanju zgradbe atomov in sevanja, ki izvira iz njih«
1921 Albert Einstein  Weimarska republika  Švica
»za doprinos k teoretični fiziki in posebej za odkritje in razlage zakona o fotoelektričnem pojavu«
1920 Charles Édouard Guillaume  Švica
»za vloženo delo v točna merjenja v fiziki z odkritjem nepravilnosti v nikljevih jeklenih zlitinah«

### 1910–1919
1919 Johannes Stark  Weimarska republika
»za odkritje Dopplerjevega pojava v kanalskih žarkih in razcepitve spektralnih črt v električnih poljih«
1918 Max Karl Ernst Ludwig Planck  Nemško cesarstvo
»za vloženo delo v napredek fizike z odkritjem energijskih kvantov«
1917 Charles Glover Barkla  Združeno kraljestvo
»za odkritje značilnega rentgenskega sevanja elementov«
1916  - ni bila podeljena; denarno nagrado so dodelili posebnemu skladu tega dela nagrade

1915  Sir William Henry Bragg  Združeno kraljestvo
William Lawrence Bragg  Združeno kraljestvo
»za delo v analizi zgradbe kristalov z rentgensko svetlobo«
1914 Max von Laue  Nemško cesarstvo
»za odkritje loma rentgenske svetlobe v kristalih«
1913 Heike Kamerlingh Onnes  Nizozemska
»za raziskovanja značilnosti snovi pri nizkih temperaturah, ki so med drugim vodila k proizvodnji kapljevinskega helija«
1912 Nils Gustaf Dalén  Švedska
»za iznajdbo samodejnih regulatorjev pri uporabi v povezavi s plinskimi akumulatorji za osvetljevanje svetilnikov in plovcev«
1911 Wilhelm Wien  Nemško cesarstvo
»za odkritja v zvezi s sevalnimi zakoni toplote«
1910 Johannes Diderik van der Waals  Nizozemska
»za delo o enačbi stanja plinov in kapljevin«

### 1901–1909
1909 Guglielmo Marconi  Italija
Karl Ferdinand Braun  Nemško cesarstvo
»za doprinose k razvoju brezžične telegrafije«
1908 Gabriel Lippmann  Francija
»za postopek izdelave barvnih fotografskih slik na podlagi pojava interference«
1907 Albert Abraham Michelson  ZDA
»za točne optične inštrumente in spektroskopske in meroslovne raziskave z njihovo pomočjo«
1906  Sir Joseph John Thomson  Združeno kraljestvo
»za velike zasluge pri teoretičnih in eksperimentalnih raziskavah o prevodnosti električnega toka v plinih«
1905 Philipp Eduard Anton von Lenard  Nemško cesarstvo
»za delo o katodnih žarkih«
1904 John William Strutt Rayleigh :  Združeno kraljestvo
»za raziskovanje gostote najpomembnejših plinov in za odkritje argona v povezavi s temi raziskavami«
1903 Antoine Henri Becquerel  Francija
»za izredno vloženo delo v odkritje naravne radioaktivnosti«
Pierre Curie  Francija
Marie Skłodowska-Curie  Poljska
»za izredno vloženo delo v skupne raziskave o sevanju, ki ga je odkril profesor Henri Becquerel«
1902 Hendrik Antoon Lorentz  Nizozemska
Pieter Zeeman  Nizozemska
»za izredno vloženo delo v raziskave o vplivu magnetizma na sevanje«
1901 Wilhelm Conrad Röntgen  Nemško cesarstvo
»za izredno vloženo delo v odkritje rentgenske svetlobe«

## Narodnost dobitnikov
Pripombaː država se šteje le enkrat, tudi če je v danem letu več prejemnikov iz nje.
| 60  | ZDA                        |
| 23  | Nemčija                    |
| 23  | Združeno kraljestvo        |
| 14  | Francija                   |
| 10  | Japonska                   |
| 7   | Nizozemska                 |
| 4+3 | Sovjetska zveza · Rusija   |
| 7   | Kanada                     |
| 6   | Švica                      |
| 5   | Avstrija                   |
| 4   | Italija                    |
| 4   | Švedska                    |
| 2   | Danska                     |
| 2   | Madžarska                  |
| 2   | Ljudska republika Kitajska |
| 1   | Avstralija                 |
| 1   | Belgija                    |
| 1   | Indija                     |
| 1   | Irska                      |
| 1   | Pakistan                   |
| 1   | Poljska                    |
| 152 | Skupaj                     |